# Шерсмит, Рис
Рисон Уэйн Ширсмит (англ. Reece Shearsmith; род. 27 августа 1969, Кингстон-апон-Халл, Йоркшир и Хамбер) — английский актёр, писатель, юморист, телевизионный продюсер. Он участвовал в создании скетч-шоу «Лига джентльменов» наряду со Стивом Пембертоном, Марком Гэтиссом и Джереми Дайсоном.. Также участвовал в создании другого, удостоенного наградами, сериала «Психовилль», наряду с Пембертоном.

## Юность и образование
Ширсмит изучал актёрское мастерство в колледже Bretton Hall College of Education (расформирован в 2007 году) с 1987 по 1990 года, там же познакомился со Стивом Пембертоном и Марком Гэтиссом. Став друзьями, позже они вместе с Джереми Дайсоном основали комедийный квартет "Лига Джентльменов", что стало началом их карьеры в комедийном жанре.

## Карьера
«Лига джентльменов» изначально предназначалась для сцены театра, но в 1995 году появилась на BBC Radio под названием «В городе с Лигой джентльменов», а в 1999 году на телевидении «Би-би-си 2». Позже Шерсмит и его коллеги были награждены премией Британской Академии телевидения, премией Королевского телевизионного общества и престижной премией «Золотая Роза Монтре».
Ширсмит принял участие в других комедийных проектах, включая «Дорогу в никуда» Макса и Патрика, а также сыграл безумного злодея Тони в «Вик Ривз» и Боба Мортимера в комедии «Каттерик». Он также появился в двух эпизодах знаменитой поп-культурной комедии «Долбанутые» (англ. Spaced) и в ситкоме Би-би-си 2 «ТЛС» (автор Финтан Койл) в роли невротического доктора Флинна. Его способность говорить 'абракадабру' позволяет играть ему и более жутких персонажей, таких как папа Лазару.
С марта 2006 года по январь 2007 года в Вест-Энде Рис Ширсмит исполнил роль Лео Блума в мюзикле «Продюсеры».
В 2008 году вышел релиз на DVD на английском языке культового норвежского мультфильма «Освободите Джимми» (2006), в котором Ширсмит озвучил персонажа Анта, причудливо одетого байкера, члена «Лапландской Мафии». Здесь его голос звучит наряду с другими участниками «Лиги джентльменов», таких как Стив Пембертон и Марк Гэтисс. Диалог был написан Саймоном Пеггом и другими актёрами. Сериал «Психовилль» («Psychoville») вышел в эфир в июне 2009 года. Сценарий был написан в соавторстве со Стивом Пембертоном.
В 2010 году Ширсмит появился в чёрной комедии Джона Лэндиса «Берк и заяц». В том же году он сыграл главного героя в «Истории о привидениях», написанной и поставленной Джереми Дайсоном и фокусником Энди Найманом. В 2011 году в новом мюзикле Камерона Макинтоша «Голубые глаза Бетти», который был открыт в Вест-Энде, Шерсмит сыграл роль Гилберта Чилверса, забитого мужа педикюрши вместе с Сарой Ланкашир. В 2012 году он снялся в комедии-сериале «Плохой сахар» написанной Сэмом Бэйном и Джесси Армстронг, вместе с Оливией Колман и Джули Дэвис. В ноябре 2013 года Шерсмит сыграл роль Патрика Траутона в документальной драме «Приключение в пространстве и времени», которая рассказывает о замысле и создании научно-фантастического телесериала Доктор Кто, сценарий которого написал Марк Гэтисс.
Он встретился с Виком Ривзом и Бобом Мортимером вновь для заключительного эпизода в первой серии «Дома дураков», как призрак по имени Мартин.
В 2014 году Ширсмит начинает сниматься в драматическом сериале «Вдовец», его героя зовут Малькольм Вебстер. В июне того же года было объявлено, что Ширсмит будет играть Натана Стила в предстоящем фильме Бена Уитли «Высокий подъём».
Также в 2014 году Ширсмит снялся в роли детектива сержанта Стоуна в драматическом сериале «Погоня за тенями» о пропавших без вести лицах.